# هنري ألفرد بيشوب
هنري ألفرد بيشوب (بالإنجليزية: Henry Alfred Bishop)‏ هو سياسي أمريكي، ولد في 4 ديسمبر 1860، وتوفي في 1934. انتخب عضو مجلس نواب كونيتيكت.